# Asaf Jah V
Asaf Jah V Nizam al-Mulk Afzal al-Daula Nawab Mir Tahniyat Ali Khan Bahadur (Hyderabad 11 d'octubre de 1827-26 de febrer de 1869) fou nizam d'Hyderabad.
Era fill d'Asaf Jah IV i de Dilawar un-nisa Begum Sahiba i va succeir al seu pare el 18 de maig de 1857 pujant al masnab l'endemà 19 de maig de 1857. Va esclatar el motí dels sipais i el juliol els rebels van atacar la ciutat d'Hyderabad però foren rebutjats; les forces del país van romandre lleials.
El 1860 en recompensa a la fidelitat mostrada, es va signar un tractat que cancel·lava el deute del nizam i s'ampliaven els seus dominis (Osmanabad o Naldrug i el doab de Raichur), però els Districtes Assignats (Assigned Districts) al Berar amb uns ingressos de 3.200.000 rúpies foren mantinguts en fideïcomís pels britànics per pagar les forces tal com s'establí al tractat de 1853, i l'excés es pagava al nizam. El 25 de juny o 31 d'agost de 1861 va ser nomenat cavaller de l'orde de l'estrella de l'Índia.
L'estat fou dividit en cinc subes i 16 districtes (governades per subadars i talukdars). Va introduir també reformes en la recaptació i el sistema judicial; va construir els primers telègrafs i ferrocarrils i va establir el primer sistema postal.
Es va casar amb Nawab Mahbub Begum Sahiba, principal consort, i després amb Nawab Allah Rakhi Begum i Husaini Begum Sahiba. Va morir a Hyderabad el 26 de febrer de 1869 deixant quatre fills i sis filles; els tres fills grans van morir (1858, 1861 i 1862) i el va succeir el seu quart fill Muzaffar al-Mamalik Nizam al-Mulk Nizam al-Dawla Nawab Mir Sir Mahbub Ali Khan Bahadur Fath Jang Asaf Jah VI.